# Göreme
Göreme (starogrčki: Κόραμα, Kòrama) je grad u krajoliku neobičnih vulkanskih stijena koje su oblikovane erozijom u aridnoj klimi. Nalazi se u Turskoj pokrajni Nevşehir, nekad povijesnoj pokrajini Kapadociji i ima oko 2.500 stanovnika. 
Grad je tijekom povijesti više puta mijenjao ime i bio je poznat kao Korama, Matiana, Maccan ili Machan, te Avcilar. U šupljinama neobičnih skupina stijena oko grada nalaze se podzemna naselja iz 4. stoljeća, ali i crkve i samostani iz bizantskog doba nakon ikonoklazma. Neke od njih imaju dobro očuvane freske iz razdoblja od 7. do 14. stoljeća.
Nacionalni park Göreme (turski: Göreme Milli Parklar) je, zajedno s povijesnim lokalitetima isklesanima u stijenama Kapadocije, upisan kao svjetska baština UNESCO-a 1985. godine.

## Geografske odlike
Nakon vulkanske erupcije planine Erciyes, prije oko 2000 godina, pepeo i lava su oblikovale mekane stijene Göremea koje su erodirale djelovanjem vjetra i vode u današnje neobične oblike. Tipični oblici su stupovi, tornjevi, obelisci i igle koje imaju visine do 40 metara i pokrivaju područje od oko 20 000 km². Najdominantnije je brdo u dolini je Akdağ (1325 m), dok je obližnji vulkan Erciyes još uvijek aktivan. Okolni krajolik je poljoprivredni s mnogo raštrkanih sela.

## Znamenitosti Göremea
Ljudi su vrlo brzo uvidjeli kako se stijene Goremea lako klešu i tako su pogodne za stvaranje uklesanih objekata poput mreže podzemnih špilja koje su korištene kao sklonište, skladište, svetišta ali i stanovanje. U 4. stoljeću je ovdje nastala mala anahoretska zajednica djelujući prema učenju sv. Bazilija Velikog, biskupa Cezareje (Kayseri). Oni su isklesali monaške ćelije u mekanim stijenama. Tijekom bizantskog ikonoklazma (725. – 842.) njihovo ukrašavanje je svedeno na minimum, obično samo slikom simbola poput križa, no nakon ovog razdoblja one su bogato oslikane freskama, a podignute su i druge seoske crkve na području cijele Kapadocije.
Kasnije su stanovnici počeli povezivati ove isklesane građevine u mrežu podzemnih sela, poput Kaymaklija ili Derinkuyua, kako bi načinili sklonište od invazije Arapa.
U njihovoj okolici se nalaze brojne golubarnice uklesane u stijene, koje se još uvijek koriste.
Najpoznatije crkve su El Nazar (10. st.), Elmali ("Jabuka crkva"), Azize Barbara, Sakli (11. st.), Yilani, Karanlik, Çarıklı ("Crkva sandala"), Ortahane, Durmus Kadir, Yusuf Koc, Bezirhane i najveća oslikana Tokali ("Crkva kopče") s kraja 12. stoljeća.
- Formacije stijena "Bajkovitih dimnjaka" Goremea
- Crkva Çarıklı u stijeni Akdağa
- Freske crkve Elmali
- Krist Pantokrator na svodu crkve Karanlik
- Apsida crkve Tokali

## Vanjske poveznice
- Goreme (Göreme) Historical National Park
- Crkva Durmus Kadir  Arhivirana inačica izvorne stranice od 20. svibnja 2010. (Wayback Machine)
- Trogloditna arhitektura Göreme.
- Fotografije s obilaska Göreme